# Distilare fracționată

Aparat pentru distilare fracționată

Distilarea fracționată este metodă de separare a unui amestec în părțile sale componente, sau fracții. Separarea compușilor se face pe baza punctului de fierbere, prin încălzirea amestecului la o temperatură la care una sau mai multe fracțiuni se va vaporiza. După cum sugerează și numele, pentru acest proces se folosește metoda de distilare. În general, părțile componente ale amestecului au puncte de fierbere care nu diferă cu mai mult de 25 °C între ele, în condiții de presiune de o atmosferă. În schimb, dacă diferența dintre punctele de fierbere este mai mare de 25 °C, se poate folosi pentru separarea componenților o distilare simplă.

## Aparatură

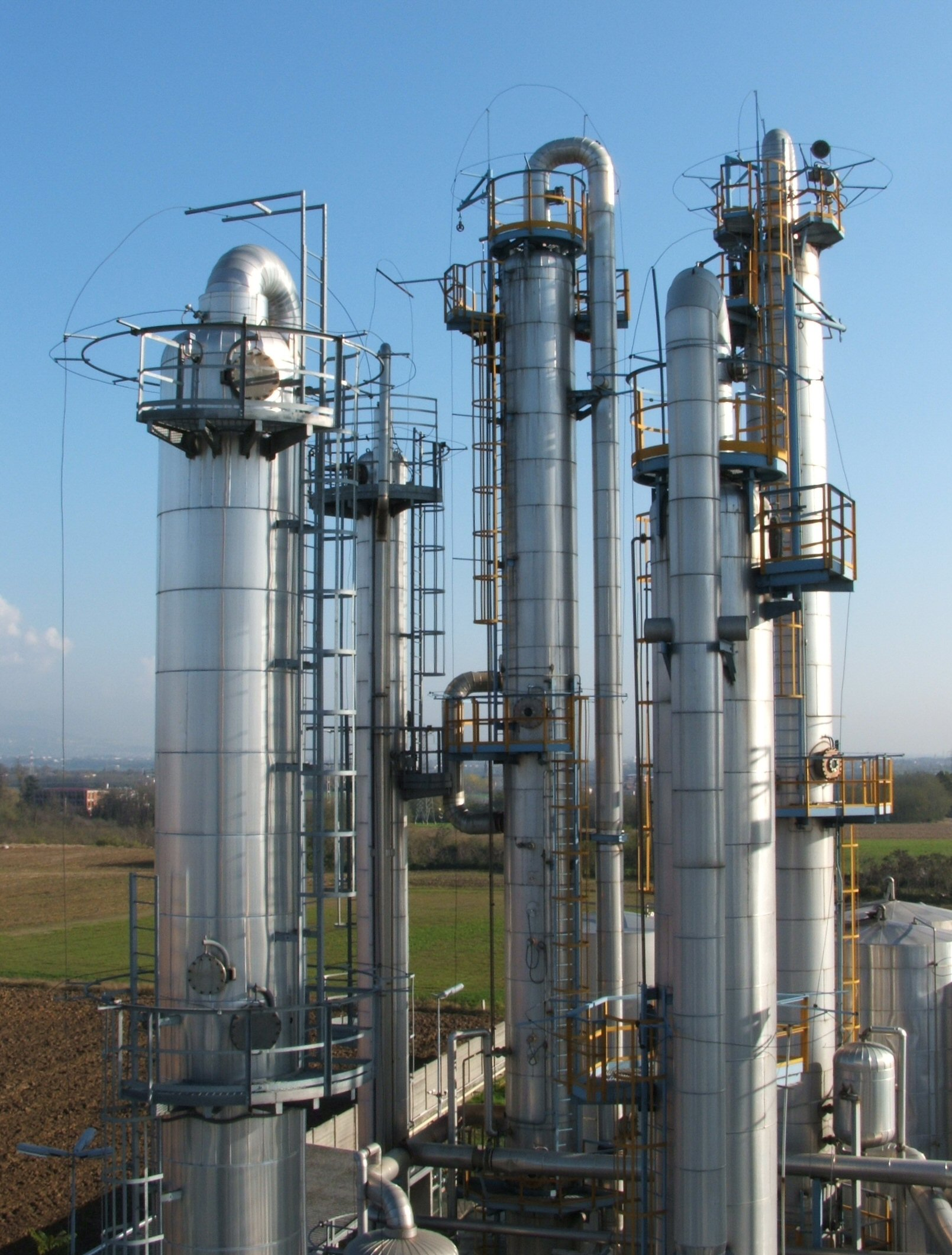
Coloane de fracționare folosite la nivel industrial

Pentru distilarea fracționată se folosesc următoarele ustensile de laborator: o sursă de căldură (bec Bunsen sau Teclu, după caz), un balon cu fund rotund, un refrigerent (unde are loc condensarea ulterioară) și coloana de fracționare (cea mai folosită este coloana Vigreux). Coloana de fracționare este elementul care diferențiază acest proces de distilarea simplă.

## Distilarea industrială
Distilarea fracționată este cea mai comună metodă de separare folosită la nivel industrial pentru rafinarea petrolului, în tehnologii petrochimice și în diverse fabrici chimice, fiind folosită și pentru procesarea gazelor naturale și pentru separarea aerului în componentele sale.